# Ardeicola stellaris
Ardeicola stellaris är en insektsart som först beskrevs av Henry Denny 1842.  Ardeicola stellaris ingår i släktet rasplöss, och familjen fjäderlöss. Inga underarter finns listade i Catalogue of Life.